# David Cohen (scénariste)
David Steven Cohen, né à Brooklyn le 5 août 1958 et mort à Brooklyn le 15 mars 2025, est un scénariste et producteur américain, spécialisé dans le domaine de l'animation.

## Carrière

### Débuts
David Cohen commence sa carrière en étant scénariste de série télévisée d'animation. En 1991, il écrit quelques épisodes de Parker Lewis ne perd jamais et écrira notamment deux chansons pour la série. Il sera aussi scénariste d'un épisode de Code Lisa.

### Continuité et renommée
En 1995, il fait partie du quatuor de scénaristes pour le film Balto, chien-loup, héros des neiges. En 1997 et 1998, il est en nomination aux Primetime Emmy Award pour le Meilleur programme d'animation pour The Wubbulous World of Dr. Seuss mais ne remporte pas la récompense. Néanmoins, il remporte le titre de Meilleur scénario d'un épisode des Writers Guild of America Award 1998. Ensuite, il est scénariste principal de la série Courage, le chien froussard qui durera quatre ans.
Après Courage, David Cohen reste quatre années en retrait avant de revenir pour écrire le script d'un épisode de Phil du futur qui lui vaudra une nomination pour le Writers Guild of America Award du meilleur scénario pour un épisode d'une série pour enfant. En 2011, il est nommé aux Daytime Emmy Award pour le Meilleur scénario dans un programme d'animation pour Arthur.
David Cohen est décédé à Brooklyn le 15 mars 2025, à l'âge de 66 ans,, des suites d'un cancer.

## Filmographie sélective
- 1991-1992: Parker Lewis ne perd jamais (5 épisodes)
- 1994: Code Lisa (1 épisode)
- 1995: Balto, chien-loup, héros des neiges
- 1999-2002: Courage, le chien froussard (52 épisodes)
- 2006 : Phil du futur (1 épisode)